# 디지털 펜

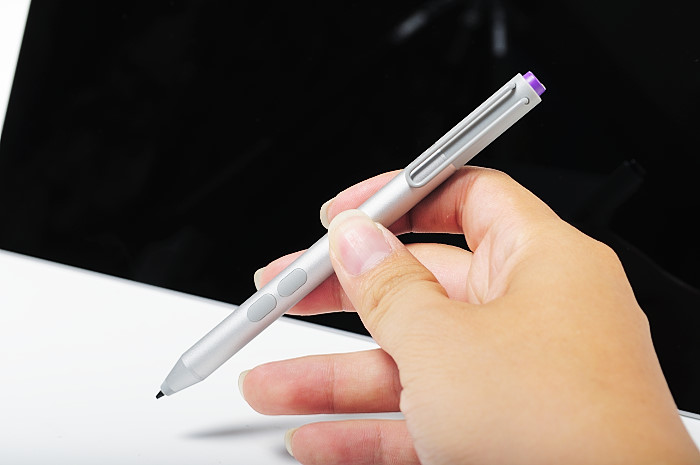
마이크로소프트 서피스 펜은 디지털 펜의 하나이다.

삼성전자 S 펜 디지털 펜의 하나이다.

디지털 펜(digital pen) 또는 스마트 펜(smart pen)은 필기를 캡처하거나 붓글씨를 그린 다음 "펜과 종이"를 사용하여 만든 수기의 아날로그 정보를 디지털 데이터로 변환하는 입력 장치로, 데이터가 다양한 분야에서 이용할 수 있게 한다. 이러한 유형의 펜은 일반적으로 디지털 노트북과 결합해서 사용되지만 데이터는 각기 다른 부문에 사용될 수도 있으며 간단히 그래픽으로 사용할 수도 있다.
디지털 펜은 일반적으로 레이저이며, 액티브 펜 이상의 기능을 제공한다. 디지털 펜은 보통 내부 전자부품을 내장하고 있으며 터치 민감도, 입력 버튼, 수기 데이터를 저장하기 위한 메모리, 전송 기능 등의 기능을 갖추고 있다.

## 제품 목록
| 제조업체          | 제품                              | Anoto 패턴 사용 | 비고                                                                              |
| ----------------- | --------------------------------- | --------------- | --------------------------------------------------------------------------------- |
| 폴리비전          | Eno                               | 예              |                                                                                   |
| 캐논              | IRISNotes                         | 아니오          | 캐논의 스마트 펜                                                                  |
| NeoLAB 컨버전스   | 네오 스마트펜(Neo smartpen) N2&M1 | 아니오          | NeoLAB Convergence의 Ncode 기술 사용                                              |
| Moleskine         | Moleskine Pen+                    | 아니오          | NeoLAB Convergence의 스마트 펜                                                    |
| 애플              | 애플 펜슬                         | 아니오          | 아이패드 프로용 디지털 펜                                                         |
| Atary             | Atary digital pen                 | 아니오          | 디지타이징 태블릿처럼 스마트 펜을 사용함                                          |
| 삼성              | S 펜                              | 아니오          |                                                                                   |
| 와콤              | 밤부                              | 예              |                                                                                   |
| 라이브스크라이브  | 라이브스크라이브                  | 예              |                                                                                   |
| 로지텍            | 디지털 펜                         | 예              |                                                                                   |
| Luidia            | Smartpen2                         | 아니오          |                                                                                   |
| Maxell            | Penit                             | 예              |                                                                                   |
| 노키아            | 디지털 펜 SU-1B                   | 예              |                                                                                   |
| IOGear            | GPen300                           | 아니오          |                                                                                   |
| 스테들러          | 디지털 펜                         | 아니오          |                                                                                   |
| 옥스포드 페이퍼쇼 | 트랙볼 펜                         | 예              | 이 기술은 USB 키를 사용하여 디지털 펜과 동기화하며 펜과 PC 간 연결을 가능케 한다. |

## 같이 보기
- 애플 펜슬
- 블루투스
- 펜 컴퓨팅
- 서피스 펜
- USB